# Arnaldo Tamayo Méndez
Arnaldo Tamayo Méndez (Guantanamo, Kuba, 29. siječnja 1942.), kubanski vojni pilot, kozmonaut i heroj Republike Kube.

## Školovanje i vojna karijera
Arnaldo Tamayo Méndez je usvojen neposredno nakon svog prvog rođendana jer su mu umrla oba roditelja. U ranom djetinjstvu, životne prilike mu nisu išle na ruku. Već je s trinaest godina radio na ulicama Guantanama kao čistač cipela a kasnije i kao pomoćni stolar
Nakon Kubanske revolucije pridružio se Kubanskim oružanim snagama te je nakon neuspjele invazije u Zaljev svinja sa samo devetnaest godina poslan u Sovjetski Savez na školovanje za pilota MiG-15. Iz Sovjetskog Saveza se vratio kao školovani pilot je te dodijeljen lovačkoj eskadrili sa sjedištem u Santa Clari.
Tijekom Kubanske krize (1962) izveo je desetak izviđačkih letova te je godinu dana kasnije promoviran u čin poručnika. 1969. godine započinje studij na vojnoj akademiji Maximo Gomez te započinje njegov strelovit uspon. 1972. stekao je čin satnika a već godinu dana kasnije i čin bojnika. U periodu od 1971. do 1975. zapovijeda zrakoplovnom brigadom u Santa Clari.
Dvije godine prije izbora za kozmonauta u sklopu Sovjetskog Interkosmos programa promoviran je u čin potpukovnika.

## Inerkosmos program
Kuba je 13. srpnja 1976. godine u Moskvi potpisala sporazum o suradnji na mirnodopskom istraživanju svemira (Interkosmis program). U sklopu programa bio je predviđen let kubanskog kozmonauta u jednoj od Soyuz misija.
Nakon inicijalne selekcije potencijalnih kandidata za Interkoskos program, Arnaldo Tamayo Méndez je s još četvoricom kubanskih pilota u siječnja 1978. godine boravio Sovjetskom Savezu. Tom prilikom su provedeni dodatni testovi kako bi se odabrala dva pilota koji će proći obuku za kozmonaute.
1. ožujka 1978. odabrani su Arnaldo Tamayo Méndez i José López Falcón te je već 22. ožujka iste godine započela njihova obuka u Sovjetskom Savezu.

### Soyuz 38
Kao u i svim ostalim Interkosmos letovima uz gosta kozmonauta nalazio se jedan iskusan sovjetski kozmonaut. Arnaldo Tamayo Méndez je bio u timu sa Sovjetskim kozmonautom Jurij Romananeko koji je su svojoj prvoj misiji proveo 96 dana na orbitalnoj postaji Salyut-6. Istovremeno su José López Falcón i sovjetski kozmonaut Jevgenij Khrunov uvježbavani kao pričuvna posada.
Prema inicijalnom planu, polijetanje Soyuz-38 je bilo predviđeno za 28. rujna 1980. Sovjeti nikada nisu objavljivali članove posade prije lansiranja. U slučaju Soyuz-38 situacija je bila nešto drugačija. Budući da je u Sovjetskom savezu u službenom posjetu bio zapovjednik kubanske vojske Raul Castro, pretpostavljalo se da je sljedeći na redu kubanski let iz Interkosmos programa.
Na opće iznenađenje Soyuz-38 poletio je tjedan dana ranije 18. rujna 1980. Razlog ranijeg polijetanja ležao je u činjenici da se kad svakog leta iz Interkosmos programa, svemirska stanica Salyut-6 morala vidjeti na noćnom nebu iz zemlje iz koje je dolazio gostujući kozmonaut. Budući da je od svih zemalja Interkosmos programa jedino Kuba bila u zapadnoj hemisferi let je pomaknut tjedan dana radije.
Nakon 25 sati leta Romanenko i Mendez su se uspješno spojili s orbitalnim kompleksom Salyut-6 – Soyuz-37, na kojem su ih dočekali kozmonauti Leonid Popov i Valeri Ryumin. Tijekom osmodnevnog boravka na orbitalnoj stanici Romanenko i Mendez su proveli niz eksperimenata vezanih uz:
- praćenje cirkulacije krvi
- praćenje električne aktivnosti u mozgu
- promjene metabolizma
- motoričke promjene u bestežinskom stanju
- praćnje veličine i strukture mišića i kostiju
- praćenje brzorastućeg kvasca
- koordinaciju lijeve i desne ruke
- uzgajanje monokristala šećera
- praćenje promjene u strukturi i funkciji ljudskog stopala (Tamayo Méndez je šest sati dnevno nosio specijalne cipele)[4]

Većinu eksperimenata osmislili su kubanski znanstvenici što je bilo u skladu s pravilima i tradicijom Interkosmos programa.
Nakon 124 orbite oko Zemlje (7 dana, 20 sati i 34 minute), Tamayo Méndez i Romanenko su sletjeli 180 km od Dzhezkazgana u Kazahstanu, još jednom iznenadivši strane promatrače činjenicom da su se vratili s istom letjelicom (Soyuz-38) ostavivši kozmonautima Popovu i Ryuminu stariji Soyuz-37.

### Zanimljivosti
- Prilikom polijetanja Tamayo Méndez je uzviknuo na španjolskom Patria o Muerte (Domovina ili smrt)[5]
- Tijekom televizijskog prijenosa Tamayo Méndez je na pitanje Gdje spava? ogovorio Na podu!!!. Iskusniji kolege su ga odmah ispravili, rekavši da zapravo spava na zidu.[6]
- Kozmonautsko odijelo izloženo je u Muzeju revolucije u Havani.

## Karijera nakon leta u svemir
Nakon leta u sklopu Interkosmos programa dodijeljen mu je orden Heroja republike Kube te orden Zaljeva svinja. Također je u Moskvi primio orden Heroja Sovjetskog Saveza. 1980. godine prvi je puta izabran za zastupnika u Kubanskom parlamentu. Pored zastupničeke dužnosti obnaša i dužnost voditelja Odjela za vanjske poslove Kubanske vojske. Oženjen je i ima dvoje djece.

## Vanjske poveznice
- Arnaldo Tamayo Méndez - EcuRed:Enciclopedia cubana
- Arnaldo "Guasso" Tamayo Méndez - Space Facts
- Tamayo-Mendez, Arnaldo 'Guasso' - Encyclopedia Astronautica